# Никольский, Александр Сергеевич (архитектор)
Александр Сергеевич Нико́льский (1884—1953) — советский архитектор. Лауреат Сталинской премии первой степени (1951).

## Биография
Родился 8 (20 марта) 1884 года в Саратове. Закончил Третье реальное училище Санкт-Петербурга (1902). Сейчас это 155 гимназия Центрального района Санкт-Петербурга. В (1912) окончил Институт гражданских инженеров (ИГИ), совершенствовался в Италии. Преподавал в ИГИ (1927—1932, с 1928 профессор), в ЛИЖСА имени И. Е. Репина (1933—1953).
В 1918—1920 годах работал заведующим бюро гражданских сооружений отдела по строительству железных дорог Наркомата путей сообщения и научного бюро градостроительства при Ленинградском отделе коммунального хозяйства. В 1925—1932 годах возглавлял ленинградскую группу Общества современных архитекторов (ОСА), входил в редакцию журнала ОСА «Современная архитектура».
В дни блокады вёл иллюстрированный дневник (частично опубликован в сборнике «Советская архитектура», выпуск 18), почти полностью текст и рисунки дневника напечатаны в книге «Ленинградский альбом» в 1984 году.
Автор цикла рисунков и гравюр, выполненных в осаждённом Ленинграде, и альбома рисунков «Парк имени С. М. Кирова» (издание 1950).
Умер 16 июля 1953 года. Похоронен на Литераторских мостках Волковского кладбища.

## Постройки А. С. Никольского
- Клуб завода «Красный путиловец» им. Ильича в Ленинграде. Перестройка под клуб церкви Святителя Николая Чудотворца и Св. мученицы царицы Александры при Путиловском заводе (1901—1906, арх. В. А. Косяков). Строительство: 1925—1926. Совместно с К. И. Кашиным. Проспект Стачек, 48 (здание перестроено).
- Жилой квартал рабочих Путиловского завода на Тракторной улице (Крыловский участок) и жилой массив ул. Белоусова в Ленинграде. Совместно с Г. А. Симоновым и А. И. Гегелло. Строительство: 1925—1927.
- Школа имени 10-летия Октября. Строительство: 1925—1927. Проспект Стачек, 15.
- Стадион «Красный Спортинтерн» в Ленинграде. Напротив Минеральной ул. на Кондратьевском пр., 12 (старая нумерация). Совместно с Л. М. Хидекелем. Строительство 1927—1929 (здание не сохранилось).
- Деревянное здание клуба для рабочих Северной судостроительной верфи в Ленинграде. Построен на основе проекта рабочего клуба для г. Кандалакши. Строительство: 1927—1929. Совместно с Л. М. Хидекелем (здание не сохранилось).
- 1926—1932. Архитектурное оформление моста в Вологде. Инженер Г. П. Передерий.
- Круглые бани в поселке Лесном в Ленинграде. Совместно с Н. Ф. Демковым и В. М. Гальпериным. Строительство: 1927—1930. Ул. Карбышева, 29а.
- Общественные Ушаковские бани «Гигант» в Ленинграде. Совместно с Н. Ф. Демковым. Строительство: 1928—1930. Ул. Зои Космодемьянской, 7.
- Стадион завода «Красный Путиловец» на 12 тысяч мест в Ленинграде. Совместно с К. И. Кашиным и Я. Я. Кетчер. В конце улицы Зои Космодемьянской. Строительство: 1928—1929, (здание не сохранилось).
- Здание школы завода «Светлана» на 1000 человек в поселке Лесном в Ленинграде. 1929. Совместно с В. М. Гальпериным, А. А. Заварзиным, Н. Ф. Демковым (здание перестроено). Политехническая ул., 22.
- Здание радиостанции в Колпине. Строительство: 1931—1932 (здание не сохранилось).
- Здания лесотехникума в Тихвине: студенческий городок с деревянными зданиями учебных корпусов и студенческим общежитием. Строительство: 1930—1933 (построено частично).
- Спортбаза «Красный химик» завода «Красный треугольник» на 35 тысяч мест в Ленинграде. Совместно с К. И. Кашиным. Строительство: 1932, 1946. Площадь Стачек (здание перестроено).
- Праздничное оформление площади Восстания в Ленинграде к 15-й годовщине Октября. Совместно с А. А. Заварзиным и Л. М. Хидекелем. 1932.
- Стадион имени С. М. Кирова и парк на Крестовском острове в Ленинграде Строительство: 1932—1950 (проект осуществлен частично). Совместно с К. И. Кашиным.

## Награды и премии
- Сталинская премия первой степени (1951) — за архитектуру Стадиона имени С. М. Кирова в Ленинграде